# Стрельба из лука на летних Олимпийских играх 1900 — а ля эрш
Соревнования по стрельбе из лука в классе «А ля эрш» среди мужчин на летних Олимпийских играх 1900 прошли 15 и 16 июля. Приняли участие 129 спортсменов из двух стран.

## Призёры
| Золото                  | Серебро                | Бронза |
| Эммануэль Фулон Бельгия | Эмиль Дрюа Бельгия     | —      |
| Эммануэль Фулон Бельгия | Огюст Серрюрье Франция | —      |

## Соревнование
| Место | Спортсмен                   | Результат  |
| ----- | --------------------------- | ---------- |
| 1     | Эммануэль Фулон (BEL)       | Неизвестен |
| 2     | Эмиль Дрюа (BEL)            | Неизвестен |
| 2     | Огюст Серрюрье (FRA)        | Неизвестен |
| 4-129 | 126 неизвестных спортсменов | Неизвестен |